# Vasja Pirc
Vasja Pirc (19. prosince 1907 – 2. června 1980) byl přední slovinský šachista. Jeho jméno je dnes nejvíce spojováno s Pircovou obranou, jedním z hypermoderních zahájení. Dokázal vyhrát například turnaje v Novim Sadu (1936), Lodzi (1938) a Bad Haezburgu (1938). Na turnaji v Beverwijku pak v roce 1954 dělil první a druhé místo. 
Pirc byl mimo jiné i pětinásobným mistrem Jugoslávie (1935, 1936, 1937, 1948, 1953). V roce 1950 obdržel titul mezinárodního mistra, o tři roky později se stal velmistrem.